# Kråkmyrtjärnen
Kråkmyrtjärnen är en sjö i Gagnefs kommun i Dalarna och ingår i Dalälvens huvudavrinningsområde.